# 那由他 (漫画)
『那由他』（なゆた）は、佐々木淳子作による少女漫画作品。およびそれを原作としたOVA。
漫画は小学館の漫画雑誌『週刊少女コミック』に1981年16号から1982年19号まで連載、単行本全3巻。OVAは1986年7月31日に発売。

## 概要
平凡な高校生の少女が、超能力を引き出す謎の「輪」を巡り、超能力者たちと宇宙人たちの秘密裏の戦いに巻き込まれていく物語。最終的に単なる二勢力の戦いのみならず、宇宙全体や人類全体を取り扱う、スケールの大きなテーマへと発展していく。原案自体は1979時点にすでに完成していたが、佐々木に初の雑誌連載の機会が与えられた際、本作ではなく『ブレーメン5』が佐々木の連載作品第1弾として採用され、その2年後に『那由他』がスタートを切ることとなった。
佐々木が『ブレーメン5』を除けば短編しか描いていなかったため、制作時には物語の結末を最初に考案し、そこからあらすじ全体を組み立てるという方式をとっていた。この結末の提示こそが作者の意向だったが、実際にはそれに反し、各登場人物の顛末を知りたかったという読者が多く、そうした読者にとっては物語の結末はいささか唐突に受け止められたという。アイディアの良さの一方で、キャラクター描写が全般的に足りないとの意見もあり、佐々木自身も連載の難しさを感じたと語っている。
2001年には、メディアファクトリーから文庫本全2巻として発売。第2巻には、佐々木が1974年に同人誌に発表した作品『テレポート』が同時収録されており、これにはテレポート（瞬間移動）能力の原理についての説明、テレポート能力者のたどる末路など、本作『那由他』と同様のアイディアが見受けられる。
2002年には、同じく佐々木の作品である「ダークグリーン」の外伝「リュオン」が執筆された際、本作の外伝も書き下ろしとして単行本に同時収録され、ソズやターンたちの本来の時代である三千年前の真実が明らかにされている。

## 物語
ごく普通の高校生の少女・那由他は、不思議な少年キロに出会ったことで、超能力を発現させる「輪（ジャルン）」を手に入れる。やがて彼女は、輪を所有する超能力者たちが、アザドーと呼ばれる怪物たちと秘密裏に戦っていたことを知り、「輪」所有者であるリョータローたちに仲間に迎え入れられる。最初は戦いを拒むものの、アザドーの側についたキロに両親を殺されたことから、リョータローたちのもとへ身を寄せ、やむなく戦いに身を投じていく。やがて彼女は次第に、アザドーと輪の正体、キロが人類を敵に回した理由、そしてこの戦いの本当の意味へと近づいていく。

## 登場人物
柳原 那由他（やなぎはら なゆた）
声 - 藤代美奈子（現：藤代宮奈子）
高校1年生の少女。偶然キロに出会ったことで、超能力を巡る戦いに巻き込まれていく。「輪」により発揮できる超能力は、過去の出来事を疑似体験できる「過去見（かこみ）」。この能力を失った後、銃撃で撃ち抜かれた傷を数分で回復させる、意図的に心臓を止める等の自分の意思で制御できない肉体部分を自在に制御できる新能力に覚醒する。
キロ
声 - 神谷明（少年時代：藤田淑子）
ある雨の日に那由他が偶然出会った外国人の少年。元遊牧民で、八千年ほど前のUFOの遺跡から「輪」を手に入れた。輪による超能力を持つ上、輪の効果か一晩で日本語を話せるようになり、凄まじい速さで様々な知識を身につけ、超能力も日に日に増す。そしてある日を境に那由他のもとから消える。1週間後に再会したときには青年風にまで成長を遂げ、その能力は人類最強と呼んでも良いほどだった。しかし人間でありながら、なぜかアザドーの側について那由他たちを敵に回す。
ソズ
声 - 吉田理保子
「輪」所有者たちの隠れ家の一つ、ソズ・テリトリーの中心人物。三千年前の古代文明でのアザドーたちとの戦いの際、偶然岩に閉じ込められて仮死状態となり、「輪」の効力か若い風貌のままで現代まで生き残っていた。強力なテレパシー能力者。三千歳。
リョータロー
声 - 古川登志夫
ソズ・テリトリーの一員。テレポーター（テレポート能力者）。まだ「輪」の意味もアザドーの存在も知らない那由他をソズ・テリトリーへ導き、以来、共にアザドーと戦う。
ディー
ソズ・テリトリー壊滅後、リョータローたちとはぐれて放浪していた那由他を助けた少女。元は孤児で、那由他たちよりずっと幼いが、生来の超能力者であり、「輪」の入手後の能力は屈強。孤児たちを集めて「輪」所有者の集団を結成し、独自にアザドーとの戦いの準備を進めていた。ただ幼いだけに性格はかなり我がままで、特にソズとの仲は犬猿。
ターン
かつてソズが生きていた三千年前の古代文明の少年。アザドーたちとの戦いにおいて、子供の方が「輪」の効果が高いと判明し、ターンを含む5人の子供が戦士に選ばれたが、なぜかターンは現在のキロのようにアザドーの側についた。彼はキロには劣るものの、当時最強の力を持ってしまい、やがて三千年前の古代文明は消滅に至った。

## イメージアルバム
那由他 NAYUTA K25G7154
1983年、キングレコードスターチャイルドレーベルよりレコードをリリース。

### スタッフ
- 歌：ジョー山中
- 歌：山際祥子
- 演奏：イマジネーション

## アニメ
1986年7月31日、東芝EMIからOVAとして発売。アニメ化については反対意見を持つ読者が多く、作者の佐々木自身も反対していたものの、すでに完結した作品であり、自分の作品を他の誰かが描くとどうなるか興味を持ち、制作にこぎつけたという。
内容は基本的には単行本全3巻の内容に準じているものの、尺の都合から省略された箇所や設定変更も多少あり、那由他の「過去見」能力、登場人物のディー、ターンは登場しない。

### スタッフ
- 発売元 - 東芝EMI(株)
- 企画・製作 - 宇佐美廉
- 監督 - 波多正美
- 脚本 - 酒井あきよし
- キャラクターデザイン・作画監督 - 杉野昭夫
- メカニックデザイン - 泉口薫
- 美術監督 - 阿部行夫
- カラーデザイン - 田中実和子
- 撮影監督 - 高橋明彦、安津畑隆
- 編集 - 掛須秀一
- 音楽 - 天野正道
- 音響監督 - 松浦典良
- 効果 - 伊藤克己、今野康之（スワラプロ）
- プロデューサー - 波多野恒正、森本一雄
- アニメーション制作 - サーカス・プロダクション

### 主題歌
「まばゆい序章」「熱い風のさよなら」
作詞 - 来生えつこ / 作曲 - 来生たかお / 歌 - 藤代美奈子